# Ведде
Ведде (нід. Wedde, нід. вимова: [ˈʋɛdə]) — село в нідерландській провінції Гронінген. Входить до муніципалітету Вестерволде.
Його площа становить 0,72км², а населення станом на 2021 рік складало 600 осіб.
До 1968 року мало статус окремого муніципалітету.

## Галерея

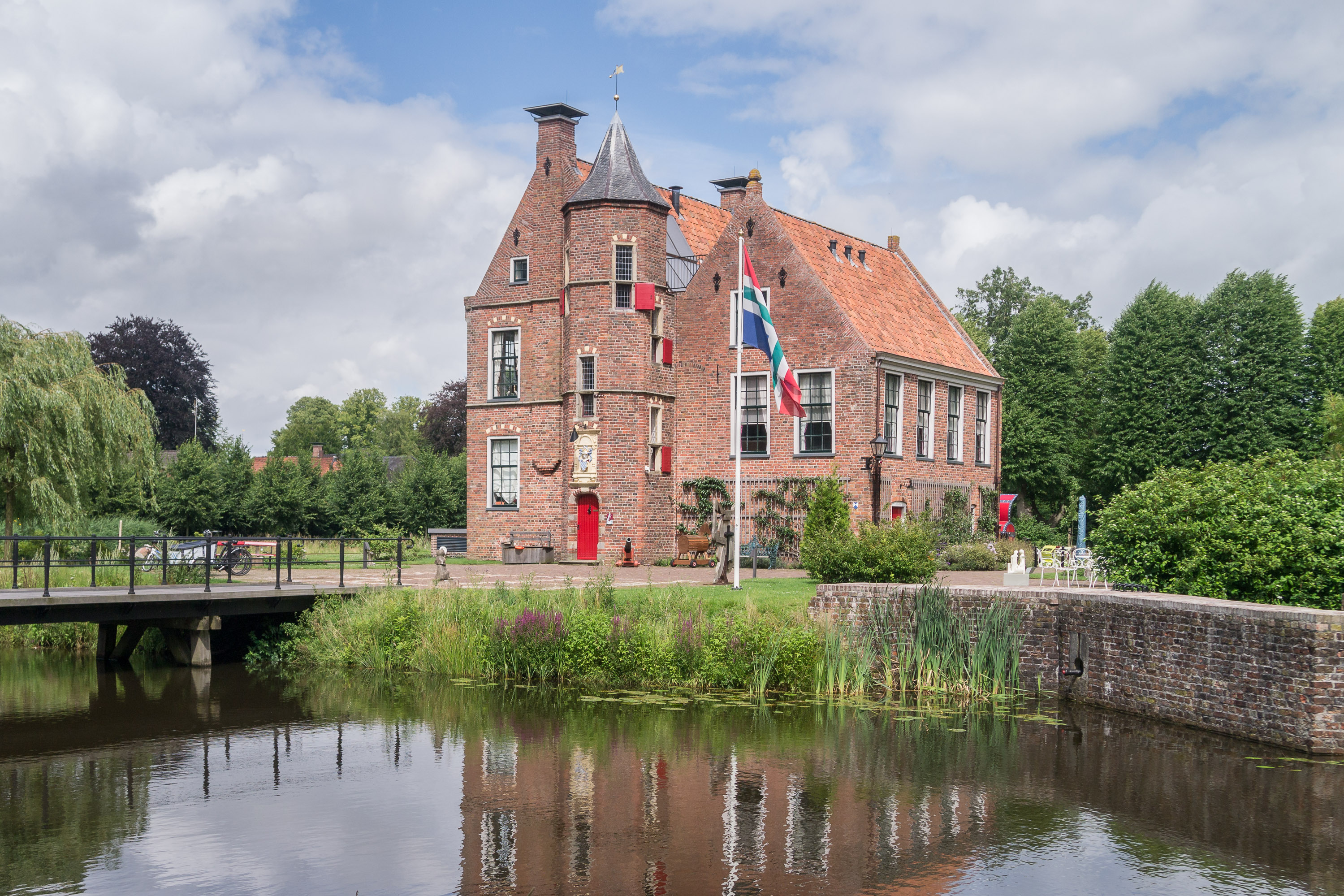
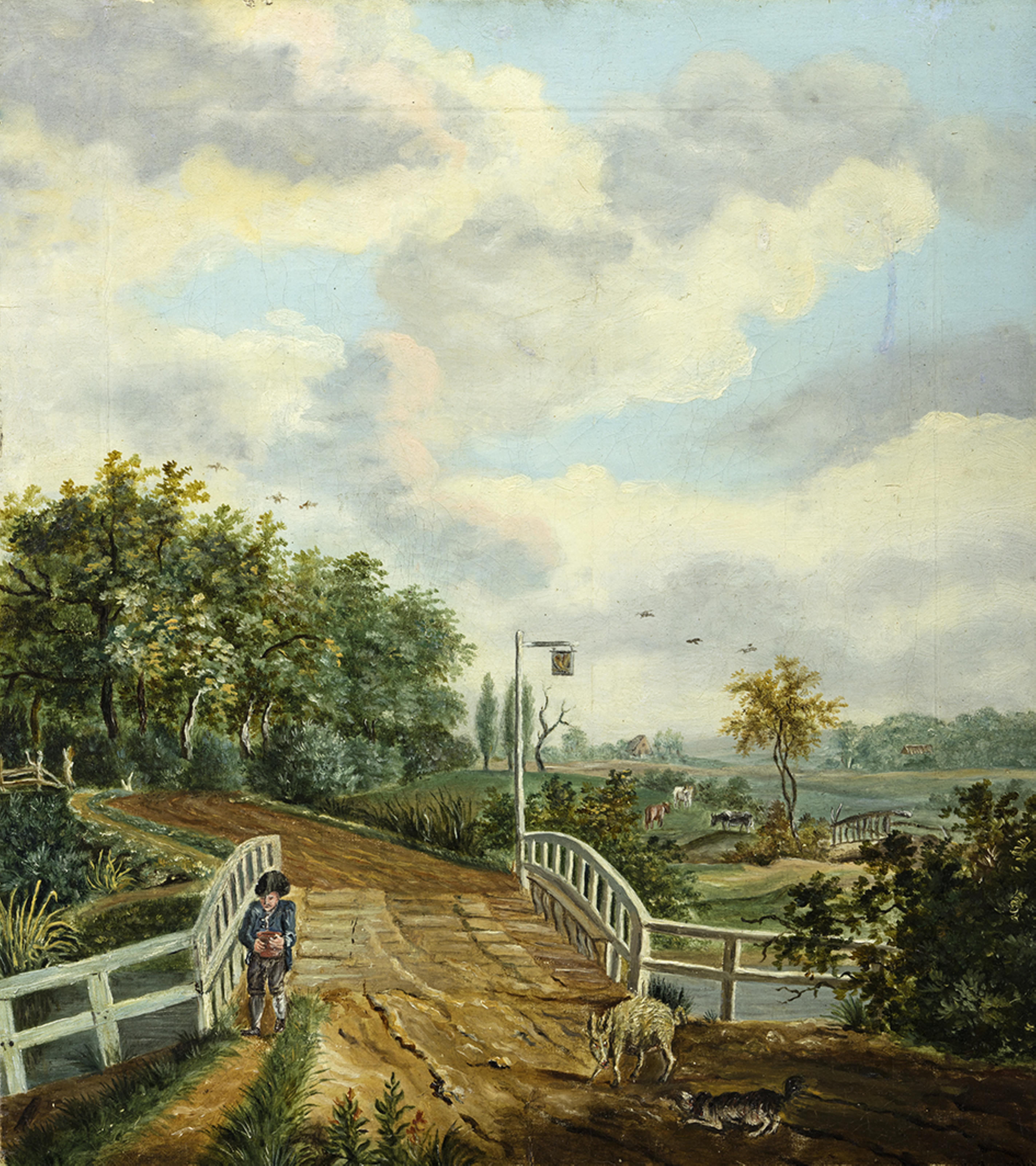
Міст у Ведде (картина 1831 року)
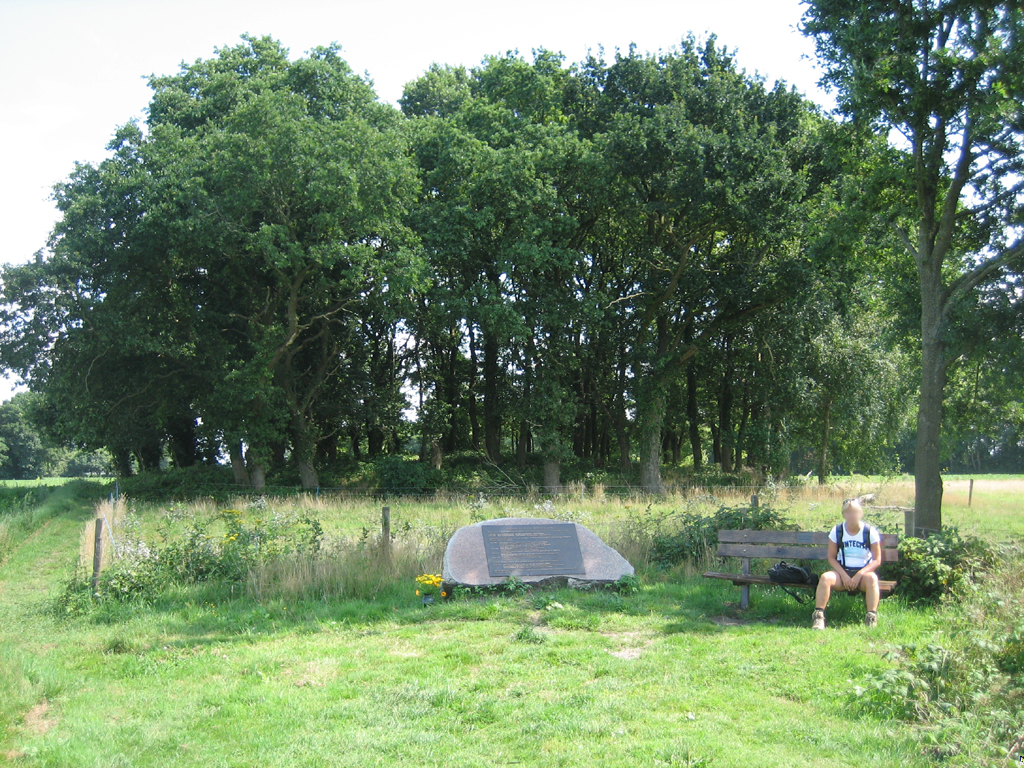
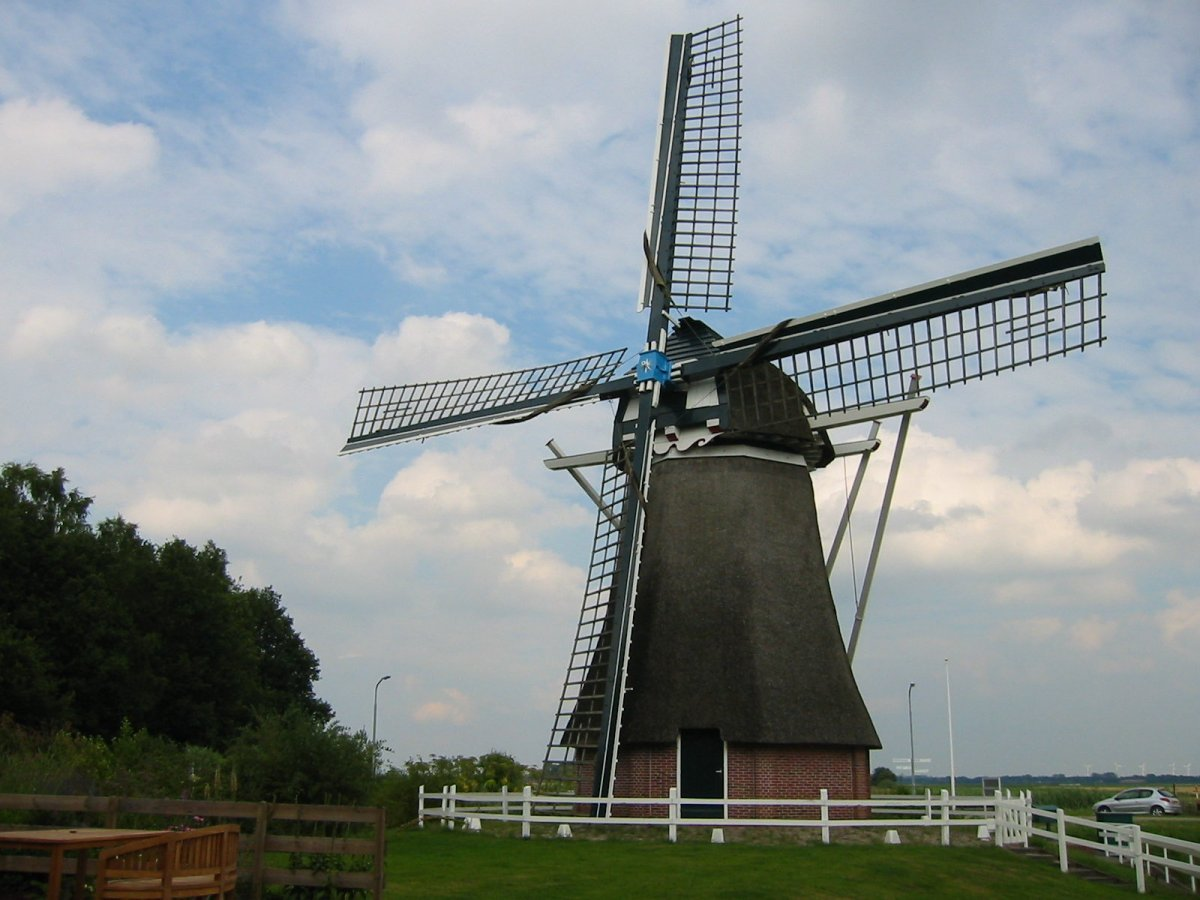
Вітряк